# Gondola (Film)
Gondola ist ein Spielfilm von Veit Helmer aus dem Jahr 2023.

## Handlung
Die junge Iva kehrt nach dem Tod ihres Vaters in ein kleines Dorf in einem Tal der georgischen Berge zurück und nimmt dort eine Stelle als Schaffnerin einer kleinen Bergbahn an. Dort trifft sie auf ihre Kollegin Nino. Alle halbe Stunde kreuzen sich die Gondeln zwischen Berg und Tal, und zwischen den beiden Frauen entwickelt sich allmählich eine spielerische Romanze. Diese beginnt mit verstohlenen Blicken und wächst zu besonderen Einfällen wie Wasserschlachten, Kostümverkleidungen und einem romantischen Abend heran. Der Chef beobachtet diese Freundschaft argwöhnisch, da er selbst vergeblich versucht, Nino näherzukommen. Als Nino schließlich ihre Pläne, bei einer Fluglinie als Stewardess zu arbeiten, nicht länger vor Iva verbergen kann, kommt es zu einem Konflikt zwischen den beiden, der jedoch wieder spielerisch gelöst wird.

## Hintergrund
Veit Helmer inszenierte die romantische Komödie Gondola als Tonfilm ohne Dialoge.

## Kritiken
Bei den meisten Kritikern wurde der Film positiv aufgenommen:
- Britta Schmeis (epd-film) meinte: "Ohne ein einziges Wort erzählt Veit Helmer eine poetisch-märchenhafte Liebesgeschichte, die sich nahezu auf nur zwei Seilbahngondeln beschränkt. Eine Hommage an den Zauber des Kinos."[2]
- Falk Straub (spielfilm.de) schrieb: "Keiner macht Filme wie Veit Helmer. Die jüngste nonverbale Verrücktheit des in Berlin lebenden Regisseurs lotet die Liebe im Vorbeifahren aus. Gondola ist eine ebenso einfallsreiche wie heitere wie kunstvoll in Szene gesetzte Romanze; ein Film wie ein Gedicht, pure Seilbahnpoesie!"[3]
- Peter Gutting (film-rezensionen.de) attestierte: "Gondola ist ein Film von einem unverbesserlichen Romantiker für alle unverbesserlichen Romantiker im Kinosaal. Veit Helmer bleibt seiner künstlerischen Linie treu und verfeinert in seiner neuesten Arbeit noch einmal die filmischen Mittel, die seinen ganz eigenen Kosmos ausmachen."[4]
- Michael Meyns (filmstarts.de) kritisierte: "Auch in Gondola versucht Veit Helmer eine magische, poetische Liebesgeschichte zu erzählen, die er diesmal sogar ohne Worte inszeniert. Doch gerade diese Sprachlosigkeit macht die fragwürdige Weise umso sichtbarer, mit der er fremde Kulturen und Menschen für seine Zwecke benutzt – ein kolonialer Blick, der im 21. Jahrhundert einfach nicht mehr akzeptabel erscheint."[5]
- Tobias Kessler (Kinoblog) urteilte: "Das Ganze hat eine filmische Wohlfühligkeit, die je nach Geschmack sehr willkommen ist oder doch manchmal etwas zu lieblich wirkt. Kino- oder Lebens-Zyniker sollten sich den Film also nicht anschauen. Aber für die dreht Veit Helmer seine Filme auch nicht – sondern für Anhängerinnen und Anhänger einer großen Lebensromantik."[6]
- Frank Brenner (Choices.de) lobte: "Kaum ein anderer Filmemacher versteht es dermaßen gut, visuell zu erzählen. Hinzu kommt, dass Helmer in dieser poetisch-romantischen Liebesgeschichte eine märchenhafte Welt kreiert, die geradezu überquillt vor kindlichem Einfallsreichtum, was den Film universell verständlich und liebenswert macht."[7]